# Karl Hauenstein

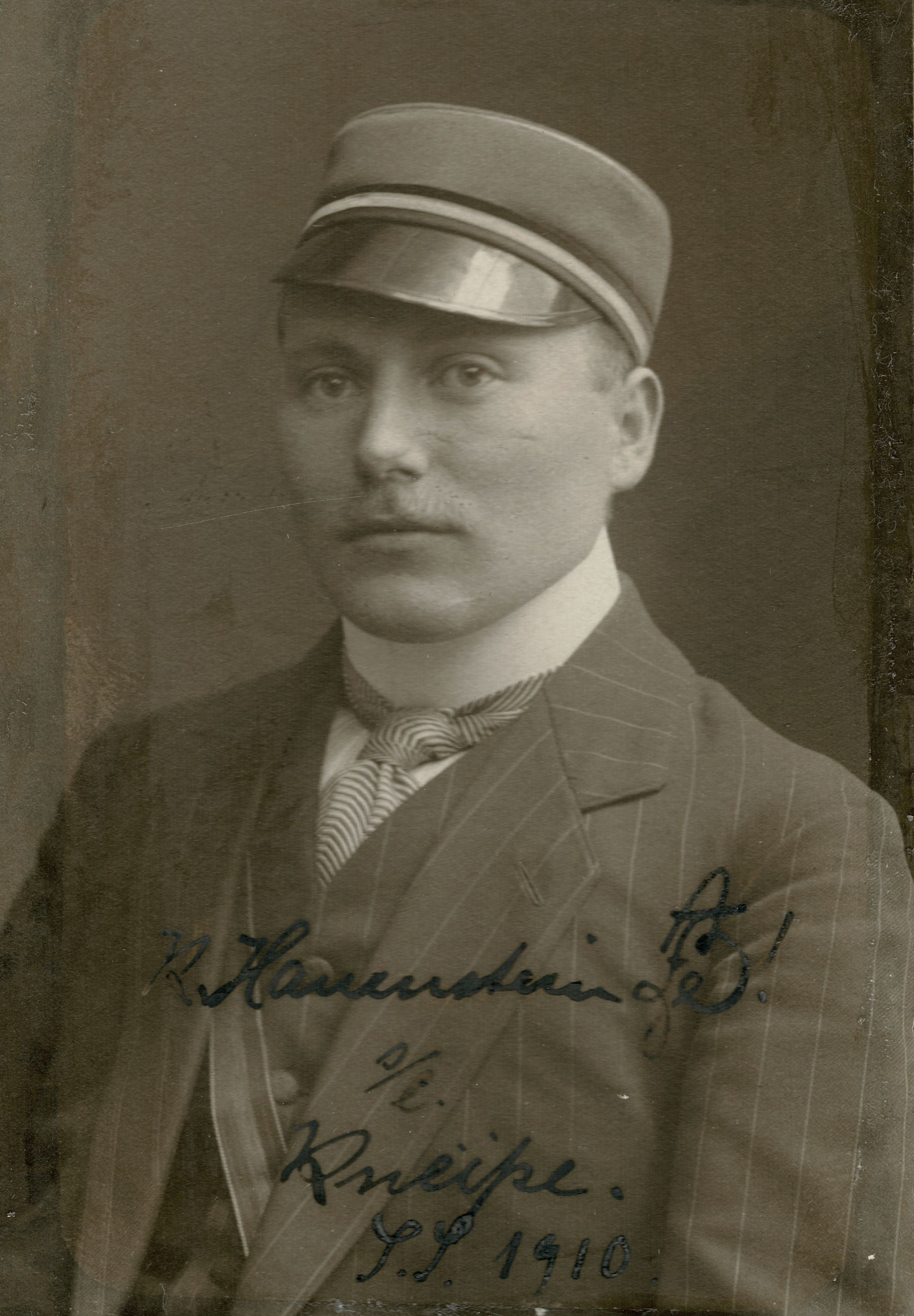
Karl Hauenstein

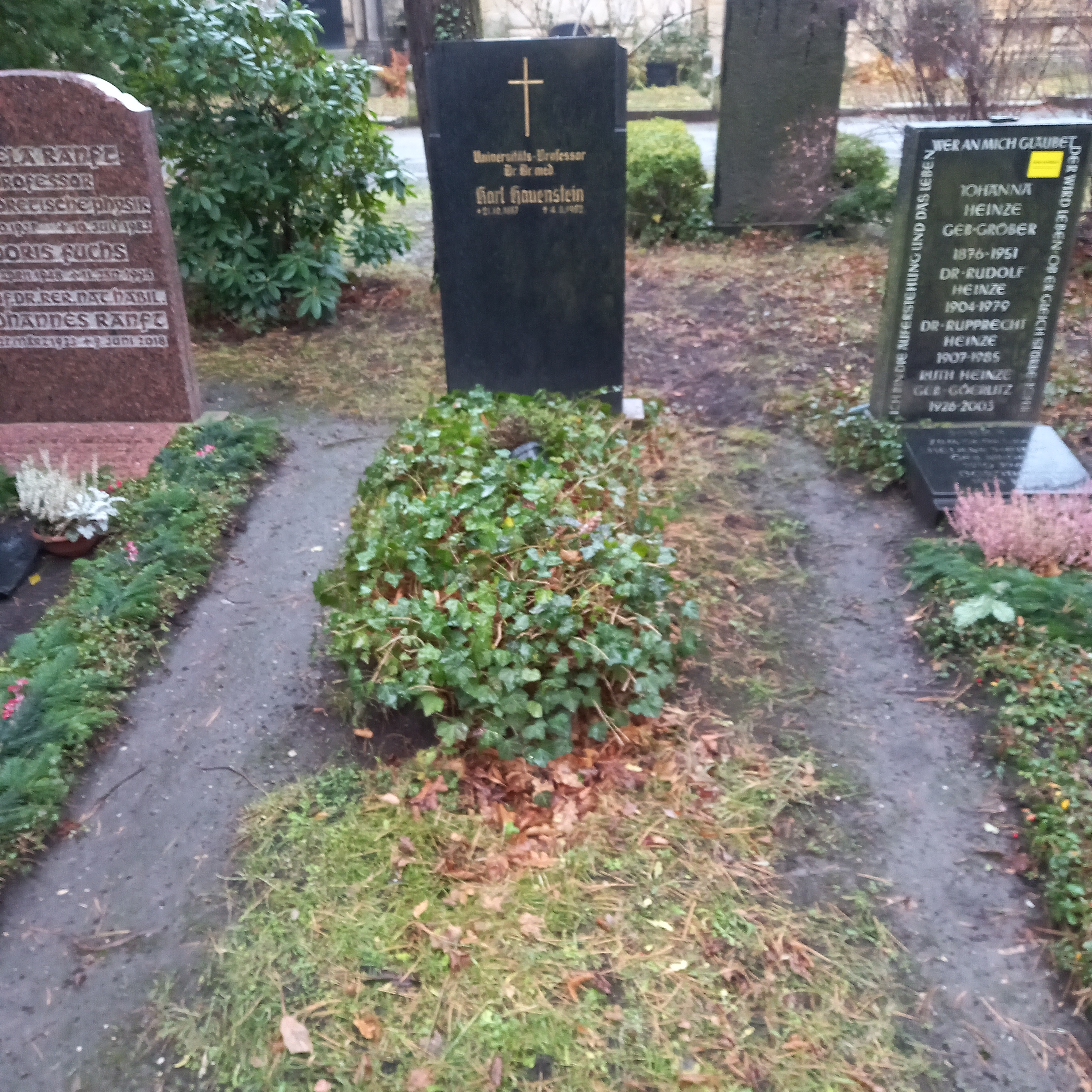
Das Grab von Karl Hauenstein auf dem Südfriedhof (Leipzig)

Karl Hauenstein (* 21. Oktober 1887 in Günzersreuth, Mittelfranken; † 4. August 1952 in Leipzig) war ein deutscher Zahnmediziner und Hochschullehrer.

## Leben
Nach der Volksschule und dem Progymnasium in Schwabach besuchte Hauenstein das Gymnasium in Nürnberg. Nach dem Abitur studierte er ab 1909 an der Friedrich-Alexander-Universität Erlangen Medizin. 1910 wurde er im Corps Baruthia recipiert. Als Inaktiver wechselte er an die Ludwig-Maximilians-Universität München, die Friedrich-Wilhelms-Universität zu Berlin und die Universität Rostock. Nach bestandenem Staatsexamen wurde er 1914 in Erlangen zum Dr. med. promoviert. Nachdem er 1914 bis 1918 als Bataillons- und Abteilungsarzt am Ersten Weltkrieg teilgenommen hatte, war er jeweils 7 Monate Volontärarzt in der Haut- und der Ohrenklinik des Universitätsklinikums Erlangen. Er studierte noch Zahnmedizin und wurde 1920 auch zum Dr. med. dent. promoviert. Als habilitierter Oberarzt in der Erlanger Zahnklinik erhielt er 1926 ein Extraordinariat. 1929 bis 1934 leitete er die konservierende Abteilung der Münchner Zahn- und Kieferklinik. 1931 war er Ehrenpräsident der Sektion für Kieferchirurgie des Internationalen Kongresses in Paris. 1933 trat er der Einheitsfront der Zahnärzte bei, um sich dem nationalsozialistischen „Führerprinzip“ zu verpflichten, einem fundamentalen Prinzip des Faschismus der Zwischenkriegszeit und seiner Führerparteien. Zum 1. Mai 1933 trat er der NSDAP bei (Mitgliedsnummer 3.205.314), er war auch Mitglied im NSDDB und im NS-Reichskriegerbund, 1934 in der SA und zudem förderndes Mitglied der SS.
Die Universität Leipzig berief ihn 1934 auf den Lehrstuhl für Zahnärztliche Chirurgie. Hauenstein kritisierte die Maßnahmen gegen Juden und Freimaurer. Daran scheiterte seine Ernennung zum Dekan der medizinischen Fakultät. Als Oberstabsarzt im Heer war er 1939 bis 1941 Leiter des Kieferlazaretts Leipzig und beratender Kieferchirurg. Wegen einer Herzerkrankung wurde er vom Militärdienst zurückgestellt. In den ersten vier Jahren der Nachkriegszeit in Deutschland wurde er über Notdienstverträge an der Universität Leipzig weiterbeschäftigt. Die Entnazifizierung erfolgte 1947. Er starb mit 64 Jahren im Amt. Verheiratet war er seit 1937 mit einer Zahnärztin.